# Monte Framont
Il Monte Framont (Lastia di Framont) è una montagna italiana appartenente alle Dolomiti Agordine. Si trova nella provincia di Belluno in Veneto, con un'altitudine di 2.294 metri. Le sue pendici sono larghe circa 1,5 chilometri.
Il territorio intorno al Monte Framont è prevalentemente montuoso. La zona più alta del circondario, la Moiazza, ha un'altitudine di 2.831 metri e si trova a 3,0 km a nord-est del Monte Framont. Il centro abitato più vicino è Agordo, 3,8 km a sud del Monte Framont. Il Monte Framont è quasi ricoperto di bosco misto ed è raggiungibile dalla Malga Framont a 1.575 m., in Val Framont, anche in auto da Agordo. La cima è raggiungibile in circa 4 ore di cammino dal Passo Duran, a 1.605 m.

## Rifugi
- Rifugio Carestiato
- Rifugio Capanna Trieste